# Aeroportul Esbjerg
Aeroportul Esbjerg (IATA: EBJ, ICAO: EKEB) este un aeroport din Comuna Esbjerg, Regiunea Syddanmark, Danemarca ce deservește zona Esbjerg. Aeroportul a fost tranzitat în 2022 de 78.460 de pasageri. A fost deschis în 1971 și numit după zona deservită.
Situat la o altitudine de 30 m, aeroportul dispune de 1 pistă.

## Infrastructură

### Piste
Aeroportul dispune de o singură pistă. Pista 08/26 are suprafața de asfalt și dimensiunile 2.599 m × 45 m. 